# Miquel Morillo i Gallego
Miquel Morillo i Gallego (Ciudad Real, 1924 - Girona, 1 d'agost de 2013) fou un fotògraf, fundador de l'establiment fotogràfic Foto-Cine Morillo de Girona.

## Biografia
Miquel Morillo es traslladà, amb només dos anys d'edat, a Girona, ja que hi destinaren el seu pare, militar professional. Després d'un temps d'exili amb motiu de la Guerra Civil, l'any 1940, la família retornà a la capital gironina. En un primer moment, Morillo començà a treballar com a funcionari d'assegurances, però als anys cinquanta, animat pels seus sogres, decidí canviar el rumb professional i dedicar-se en exclusiva al món de la fotografia.
L'any 1956, obrí la seva primera botiga al número 1 del carrer de les Hortes de Girona. L'èxit d'aquest establiment, dedicat a la venta de material fotogràfic i al revelat de fotografies, el portà a obrir, l'any 1975, una segona botiga al número 22 del carrer Nou del municipi, i una tercera, l'any 1994, al carrer de la Creu. Des dels seus inicis, s'especialitzà en reportatges industrials i de casaments, i treballà juntament amb la seva cònjuge Heriberta Deumal. Amb el temps, acabaria també col·laborant amb diversos diaris i revistes. A més, es dedicà també a la fotografia comercial, documental i de peritatge i fou en aquest àmbit que va elaborar reportatges de seguiment d'obres, que li van permetre deixar constància del creixement urbanístic de la ciutat.
Morillo fou nomenat, l'any 1964, president de l'Associació de Fotògrafs Professionals de la Província de Girona. El 18 de febrer de 1990, fou distingit amb la primera insígnia d'or d'aquesta associació. Fou també un dels impulsors de la creació de l'Escola Universitària de Fotografia, creada l'any 1994. Degut als seus orígens professionals en el món de les assegurances, l'any 1991, fou nomenat president del Montepio de Conductors Sant Cristòfol de Girona i Província, càrrec que ocupà fins al 1998, moment en què se’l nomenà president vitalici de la mutualitat. La seva tasca empresarial fou reconeguda l'any 2002, quan la Cambra de Comerç de Girona el guardonà amb un premi en valor al seu dinamisme comercial.